# Arthur T. Urquhart
Arthur Torrane Urquhart (Zwitserland, 27 oktober 1839 - Auckland, 3 oktober 1916) was een arachnoloog en natuuronderzoeker gevestigd in Nieuw-Zeeland. Zijn focus lag op spinnen. Hij was een bekende natuuronderzoeker en van 1877 tot aan zijn overlijden lid van het New Zealand Institute.

## Biografie
Hij kwam uit een Schotse familie maar werd geboren op een onbekende plaats in Zwitserland en emigreerde in 1856 naar Nieuw-Zeeland, waar hij zich vestigde op een boerderij in Karaka, een klein landelijk gebied ten zuiden van Auckland. Hij is begraven in Saint Stephen Graveyard, Auckland, Nieuw-Zeeland.

## Beschreven soorten
Urquhart heeft meer dan 100 nieuwe spinnensoorten beschreven.
- 1885: Cyclosa trilobata, Diaea sphaeroides, Bianor compactus, Sidymella angularis, Celaenia olivacea, Diaea ambara, Sidymella angulata
- 1886: Cryptachaea blattea, Cryptachaea veruculata, Trite auricoma, Theridion squalidum, Theridion pumilio, Theridion zantholabio, Clynotis saxatilis, Cryptachaea veruculata, Haplinis diloris, Laetesia trispathulata, Episinus conifer, Theridion cruciferum
- 1887: Theridion viridanum, Theridion flabelliferum, Colaranea viriditas, Moneta conifera, Celaenia penna, Zealaranea saxitalis, Cryptaranea subcompta, Ariamnes triangulatus, Anoteropsis adumbrata, Neoscona orientalis, Colaranea verutum, Laperousea blattifera
- 1888: Haplinis rufocephala, Steatoda truncata, Orsinome lagenifera, Laufeia aerihirta, Euophrys arenaria
- 1889: Trite herbigrada, Tekella nemoralis, Eryciniolia purpurapunctata, Theridion porphyreticum, Meta rufolineata, Theridion gracilipes, Celaenia tuberosa
- 1890: Latrodectus atritus, Zealaranea trinotata, Laetesia weburdi, Cyrtophora leucopicta, Cycloctenus abyssinus, Cycloctenus lepidus
- 1891: Neomyro scitulus, Aerea alticephala, Celaenia voraginosa, Celaenia tumidosa, Araneus notacephalus, Nomaua crinifrons, Araneus viridulus, Australomimetus sennio, Araneus singularis, Tetragnatha flavida, Cambridgea arboricola, Ariadna septemcincta, Tetragnatha multipunctata, Cycloctenus pulcher, Tararua celeripes, Tekelloides flavonotatus, Collina glabicira, Theridion punicapunctatum, Araneus ventriosus, Cryptaranea atrihastula, Cryptaranea venustula, Araneus mortoni
- 1892: Theridion ampliatum, Marpissa armifera, Cryptaranea invisibilis, Theridion albocinctum, Periegops suteri
- 1893: Philodromus luteovirescens, Linyphia nitens, Artoria albopilata, Linyphia subluteae, Cryptaranea albolineata, Theridion pilatum, Episinus similanus, Laperousea quindecimpunctata, Araneus obscurtus, Aerea magnifica, Tetragnatha quadrinotata, Clubiona apiata, Storena flavipes, Matachia livor, Araneus subflavidus, Jotus ravus, Araneus phaleratus, Clubiona elaphines, Episinus similitudus, Cymbachina albobrunnea
- 1894: Haplinis mundenia, Laestrygones albiceris, Eriophora decorosa, Tekella absidata, Haplinis fucatinia